# Moe Sbihi
Mohamed Karim "Moe" Sbihi (Kingston upon Thames, 27 de março de 1988) é um remador britânico, campeão olímpico.

## Carreira
Sbihi competiu nos Jogos Olímpicos de 2012 e 2016. Em Londres integrou a equipe da Grã-Bretanha do oito com que conquistou a medalha de bronze. Quatro anos depois sagrou-se campeão olímpico com a equipe do quatro sem, no Rio de Janeiro.